# 橋本定五郎

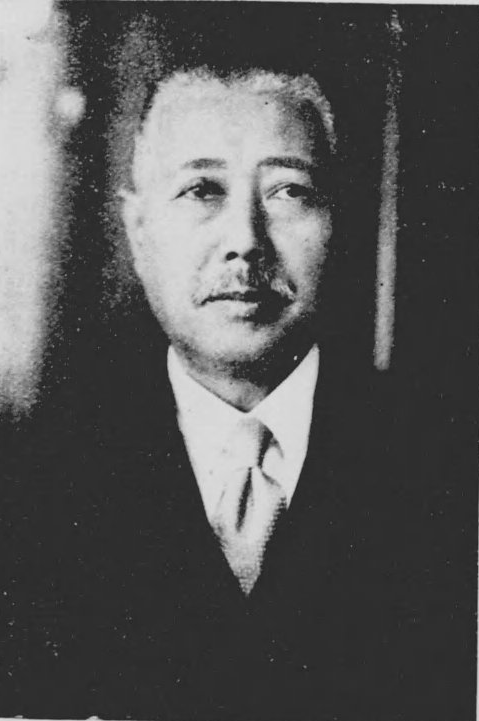
橋本 定五郎

橋本 定五郎（はしもと さだごろう、1880年〈明治13年〉3月7日 - 1947年〈昭和22年〉12月13日）は、日本の医師（外科医）、政治家・第6代埼玉県川越市長、実業家。川越同仁社長。

## 人物
青森県八戸市十三日町生まれ。長助の五男。東京帝国大学医科大学卒業。医師開業。1923年、川越市医師会長就任。1926年、川越産婆看護婦学校長就任。川越産院長就任。
1930年、埼玉県医学会頭就任。1933年、川越脳病院管理者就任。1935年、川越市長就任。1936年、武州瓦斯監査役就任。
宗教は浄土宗。趣味は書画、盆栽。住所は川越市大字小仙波。

## 家族・親族
橋本家　
- 妻・たつ（1893年生、八木賢一の妹）[4]
- 長男[4]
- 二男[4]
- 三男[4]
- 四男[4]
- 長女[4]
- 二女[4]
- 三女[4]
- 四女[4]
- 養子[4]